# Château de Villeray (Mayenne)
 (Mai 2025).
Motif : Absence de sources récentes.
- Archive Wikiwix
- Bing
- Cairn
- DuckDuckGo
- E. Universalis
- Gallica
- Google
- G. Books
- G. News
- G. Scholar
- Persée
- Qwant
- (zh) Baidu
- (ru) Yandex
- (wd) trouver des œuvres sur Wikidata

| 1. | Préciser le motif de la pose du bandeau. | Précisez le motif de la pose du bandeau en utilisant la syntaxe suivante : {{admissibilité à vérifier\|date=mai 2025\|motif=remplacez ce texte par le motif}}                                      |
| 2. | Informer les utilisateurs concernés.     | Pensez à avertir le créateur de l'article, par exemple, en insérant le code ci-dessous sur sa page de discussion : {{subst:avertissement admissibilité à vérifier\|Château de Villeray (Mayenne)}} |

Le Château de Villeray est un château français situé à Javron-les-Chapelles, dans le département de la Mayenne et la région des Pays de la Loire. Il est situé à 5 kilomètres au Sud du bourg. Le Villeray est un ruisseau affluent de la Fraubée d'une longueur de 6 050 mètres.

## Désignation[1]
- Le lieu de Valleray, 1540 (Archives nationales, JJ. 252, f. 2).
- Villeray, château, chapelle, moulin, étang sur la Fraubée (Hubert Jaillot).
- Villeray, village, château, étang, bois, moulin (Carte de Cassini).

## Histoire
Fief mouvant de Villaines et, pour le droit d'usage dans la Forêt de Pail, du seigneur d'Averton. 
Le titre de châtellenie, inscrit sur la cloche de la chapelle en 1660, est pour l'Abbe Angot arbitraire. La seigneurie paroissiale de Crennes était attachée à un fief annexé à Villeray. 

## Description
Le château, situé dans une vallée, entouré de douves larges de 16 mètres, comprend un bâtiment rectangulaire avec tourelle en avant-corps où circule un escalier en granit. La chapelle est isolée, de construction postérieure. La chapelle ne fut jamais fondée.  

## Sources et bibliographie
- « Château de Villeray (Mayenne) », dans Alphonse-Victor Angot et Ferdinand Gaugain, Dictionnaire historique, topographique et biographique de la Mayenne, Laval, A. Goupil, 1900-1910 [détail des éditions] (BNF 34106789, présentation en ligne)